# Liste der denkmalgeschützten Objekte in Leobersdorf
Die Liste der denkmalgeschützten Objekte in Leobersdorf enthält die 10 denkmalgeschützten, unbeweglichen Objekte der Gemeinde Leobersdorf im niederösterreichischen Bezirk Baden.

## Denkmäler
| Foto |                 | Denkmal                                                                                    | Standort                                         | Beschreibung | Metadaten |
| ---- | --------------- | ------------------------------------------------------------------------------------------ | ------------------------------------------------ | --- | --- |
| ja   | Datei hochladen | Pfarrhof HERIS-ID: 34389 Objekt-ID: 32592                                                  | Kirchenplatz 1 Standort KG: Leobersdorf          | Der barocke zweigeschoßige Haupttrakt wurde unter Einbeziehung mittelalterlicher Bauteile errichtet. Im Westen schließen sich die Reste der alten Pfarrschule an. Der östliche Trakt wurde 1968 auf den Fundamenten des alten Pfarrhofs neu errichtet. | BDA-Hist.: Q37957688 Status: § 2a Stand der BDA-Liste: 2025-06-30 Name: Pfarrhof GstNr.: 8/2 |
| ja   | Datei hochladen | Wohnhaus HERIS-ID: 32369 Objekt-ID: 29448                                                  | Mariazeller Gasse 11 Standort KG: Leobersdorf    | Das zweigeschoßige Gebäude, ehemals vermutlich ein Lesehof, besteht aus einem Stöckl mit turmartigem Mittelrisalit, spätgotischen Fenstergewänden, Resten von Sgraffitodekor aus dem 16. Jahrhundert und einem anschließenden gedeckten Stiegenaufgang sowie im Osten und Westen anschließenden eingeschoßigen Wirtschaftsgebäuden. | BDA-Hist.: Q37947521 Status: Bescheid Stand der BDA-Liste: 2025-06-30 Name: Wohnhaus GstNr.: 66 |
| ja   | Datei hochladen | Bürgerhaus HERIS-ID: 110761 Objekt-ID: 128482                                              | Marktplatz 1 Standort KG: Leobersdorf            | Das zweigeschoßige, im Kern mittelalterliche Ackerbürgerhaus hat ein steinernes Rundbogenportal aus dem 17. Jahrhundert. | BDA-Hist.: Q37820632 Status: Bescheid Stand der BDA-Liste: 2025-06-30 Name: Bürgerhaus GstNr.: .37 |
| ja   | Datei hochladen | Kath. Pfarrkirche hl. Martin und ehem. Kirchhofmauer HERIS-ID: 61559 Objekt-ID: 73977      | Kirchenplatz 1 (Kirche) Standort KG: Leobersdorf | Die breit gelagerte barocke Kirche entstand 1775 durch Umgestaltung des mittelalterlichen Baus durch Josef Nothaft. Die Seitenschiffe wurden dabei bis an die Westfront des Turms verlängert. Erhalten blieb der polygonale gotische Chor. Die Fassade wird vom Turm mit Pyramidenhelm mit kleiner Laterne beherrscht. Über dem Rechteckportal befindet sich das Wappen des Stiftes Melk. Der umgebende ehemalige Kirchhof ist nach Osten durch eine Wehrmauer mit Schießscharten und einer großteils abgebrochenen Bastion eingefriedet. | BDA-Hist.: Q38096252 Status: § 2a Stand der BDA-Liste: 2025-06-30 Name: Kath. Pfarrkirche hl. Martin und ehem. Kirchhofmauer GstNr.: .20, 8/2 Pfarrkirche Leobersdorf                                                              |
| ja   | Datei hochladen | Bildstock Pöllakreuz HERIS-ID: 66651 Objekt-ID: 79559 marterl.at: 11002                    | Standort KG: Leobersdorf                         | Der in Form eines breiten und hohen Steinpfeilers gestaltete Nischbildstock mit gemauertem Pyramidenhelm stammt aus dem 16. Jahrhundert. | BDA-Hist.: Q38113994 Status: § 2a Stand der BDA-Liste: 2025-06-30 Name: Bildstock Pöllakreuz GstNr.: 181/1 |
| ja   | Datei hochladen | Bildstock HERIS-ID: 66652 Objekt-ID: 79560 marterl.at: 11003                               | Standort KG: Leobersdorf                         | Der Tabernakelpfeiler mit abgefastem Schaft und Pyramidenhelm wurde im 16. Jahrhundert errichtet. | BDA-Hist.: Q38114003 Status: § 2a Stand der BDA-Liste: 2025-06-30 Name: Bildstock GstNr.: 1135/234 |
| ja   | Datei hochladen | Johannes Nepomuk-Kapelle HERIS-ID: 66653 Objekt-ID: 79561                                  | Standort KG: Leobersdorf                         | In einer kleinen Giebelkapelle mit pfeilerflankiertem, mit einem Schmiedeeisengitter verschlossenen Korbbogenportal steht eine volkstümlich kräftig bemalte Statue des heiligen Johannes Nepomuk aus der Mitte des 18. Jahrhunderts. | BDA-Hist.: Q38114012 Status: § 2a Stand der BDA-Liste: 2025-06-30 Name: Johannes Nepomuk-Kapelle GstNr.: 2209/8 |
| ja   | Datei hochladen | Wallfahrtskapelle zum heilsamen Brunnen HERIS-ID: 66654 Objekt-ID: 79562 marterl.at: 11004 | Standort KG: Leobersdorf                         | Die Kapelle wurde 1850 an der Stelle eines Vorgängerbaus von 1626 bzw. 1738 in Form eines schlichten Ziegelbaus mit rechteckiger Chornische in Fachwerkbauweise und einem Dachreiter über der Eingangsfront errichtet. Siehe: Heilsamer Brunnen Leobersdorf | BDA-Hist.: Q1430174 Status: § 2a Stand der BDA-Liste: 2025-06-30 Name: Wallfahrtskapelle zum heilsamen Brunnen GstNr.: 788 Wallfahrtskapelle Leobersdorf                                                                           |
| ja   | Datei hochladen | Wiener Neustädter Kanal HERIS-ID: 84177 Objekt-ID: 98262                                   | Standort KG: Leobersdorf                         | Der Wiener Neustädter Kanal wurde 1803 in Betrieb genommen und bis auf 63 km erweitert. Ursprünglich war er bis Triest geplant. Teile der Trasse wurden später zu Bahnstrecken umgewandelt, so dass der Warenverkehr ab 1879 stark zurückging. | BDA-Hist.: Q64485495 Status: Bescheid Stand der BDA-Liste: 2025-06-30 Name: Wiener Neustädter Kanal GstNr.: 1034/1, 1034/2, 1034/3, 1055/1, 1055/2, 1055/3, 1055/4, 1055/5, 1055/6, 1123/1, 1123/2, 1123/5 Wiener Neustädter Kanal |
| ja   | Datei hochladen | Teil der I. Wiener Hochquellenwasserleitung HERIS-ID: 111372 Objekt-ID: 129204             | Standort KG: Leobersdorf                         | Die I. Wiener Hochquellenwasserleitung ist ein Teil der Wiener Wasserversorgung und war die erste Versorgung von Wien mit einwandfreiem Trinkwasser. Nach vierjähriger Bauzeit wurde die 95 Kilometer lange Leitung am 24. Oktober 1873 eröffnet. Der Aquädukt Leobersdorf überquert S-förmig die Flussniederung der Triesting. Auf dem Gemeindegebiet gibt es ferner die Einstiegstürme 29 (Lage), 30 (Lage (am südlichen Ende des Aquädukts)) und 31 (Lage).                                                                            | BDA-Hist.: Q268684 Status: Bescheid Stand der BDA-Liste: 2025-06-30 Name: Teil der 1. Wiener Hochquellenleitung GstNr.: 484/3, 1254/2, 1295/4, 214/3 Hochquellenwasserleitung in Leobersdorf                                       |